# Педерсен, Хильде
Хильде Ермуннсхёуг Педерсен (норв. Hilde Gjermundshaug Pedersen; род. 11 августа 1964, Хамар) — норвежская лыжница, выступавшая за сборную Норвегии с 1984 по 2008 год. Участвовала в двух зимних Олимпийских играх, в 2002 году в Солт-Лейк-Сити удостоилась серебра в эстафете 4 х 5 км, в 2006 году в Турине в возрасте 41 года получила бронзу за гонку на 10 км классическим стилем.
Рекорд: На данный момент Педерсен является самой возрастной лыжницей, победившей в гонке Кубка мира — в январе 2006 года она одержала победу на этапе в Отепя (Эстония) в возрасте сорока лет и 60 дней. 
Хильде Ермуннсхёуг Педерсен выиграла пять медалей чемпионатов мира: одну золотую (эстафета, 2005), две серебряные (эстафета, 2001, 2003) и две бронзовые (спринт и гонка на 10 км, обе 2003). В общей сложности спортсменка тринадцать раз получала подиум различных этапов Кубка мира, в том числе пять раз приезжала третьей, семь раз второй и один раз первой. 
Кроме того, Педерсен занимается лыжным ориентированием, в этом виде спорта она выиграла пять медалей (три серебряные и две бронзовые) чемпионатов мира, а также общий зачёт Кубка мира в 1997 году. В 2003 году спортсменка удостоилась награды Egebergs Ærespris, это престижный приз, который вручается норвежским атлетам, добившимся успеха на международном уровне в одном виде спорта и на национальном уровне (или выше) в другом.